# Hermínia Massot i Xatart
Hermínia Massot i Xatart (Figueres, 1849 - ?) fou una pintora empordanesa vuitcentista activa entre els anys 1860 i 1870.
Nascuda a Figueres, fou filla de Josep Massot i Amàlia Xatart. Es coneixen poques dades de la seva vida i, de fet, només se'n coneix una obra, un oli sobre tela de 1869: Retrat del Sr. Ramon Reig de Feliu, un retrat ovalat d'un home de mitjana edat que era l'avi del pintor empordanès Ramon Reig i Corominas. També se sap que va participar en l'Exposición Nacional de Bellas Artes a Madrid, on apareix anomenada com a Herminia Massos, amb les obres Retrato i Una perrita. Sembla que hauria abandonat l'activitat artística després de casar-se.